# Ел Мутана ибн Харита
Ел Мутана ибн Харита (арапски: المثنى بن حارثة الشيباني‎) је био арапски муслимански војсковођа у војсци Рашидунског калифата.

## Биографија
Ел Мутана је био заповедник муслиманских Арапа у Ал Хири, одакле су вршили нападе по равницама сасанидске Месопотамије. Једном приликом је замолио Ебу Бекра за појачање против Сасанида, пошто су почели да се боре против њега како би се одупро непријатељком нападима. Кад је Омар постао калиф, послао је војску под Абу Убајдом ел Такафијем, који је други пут преузео команду од Ел Мутане. У предстојећој бици на обали реке Еуфрат, познатој као Битка код моста, Абу Убајда је убијен, а Арапи муслимани поражени, али је ел Мутана, иако рањен, преживео са 3000 војника који су пребегли у Медину и другде по арапским пустињама. Године 634, ел-Мутана је предводио своју војску како би поразио Персијанце у бици код Буваиба.
Био је међу заповедницима у бици за Кадисију. Након што су муслиманске арапске снаге заузеле персијску територију у Ираку 636. године и одлазака Халида ибн ел Валида, Ел Мутана је постављен да управља територијама које су заузели арапски муслимани. Ел Мутана се ослањао на своје племе, Бакр, заједно са другим моћним арапским племенима, укључујући Таглиб и Тамим, како би одржао контролу над територијама.

## Заоставштина
Због победе коју је извојевао данас се слави као истакнута историјска личност у Ираку. Његово име је коришћено као назив панарапског националистичког политичког покрета под називом Ел Мутана клуб. Његово име је такође дато провинцији Мутана на југу земље и помиње се у бившој ирачкој државној химни која је коришћена од 1981. до 2003. године.